# Brigada 32 Infanterie (1916-1918)
Brigada 32 Infanterie a fost o mare unitate de nivel tactic, care s-a constituit la 14/27 august 1916 prin mobilizarea unor unități și subunități de rezervă, din compunerea Comandamentului I Teritorial: Regimentul 42 Infanterie - (Râmnicu Vâlcea) și Regimentul 66 Infanterie - (Balș). Brigada a făcut parte din organica  Diviziei 2 Infanterie.:p. 59
La intrarea în război, Brigada 32 Infanterie a fost comandată de colonelul Alexandru Cratero. În urma reorganizării armatei de la începutul anului 1917, brigada a fost desființată, regimentele componente au fost contopite în Regimentul 42/66 Infanterie, care a intrat în organica Brigăzii 21 Infanterie.

## Participarea la operații

### Campania anului 1916
În campania anului 1916 Brigada 32 Infanterie a participat la acțiunile militare în dispozitivul de luptă al Diviziei 2 Infanterie participând la Acțiunile militare din Dobrogea și Bătălia pentru București.

## Ordinea de bătaie

### La mobilizarea din 1916
La declararea mobilizării, la 27 august 1916, Brigada 32 Infanterie a făcut parte din compunerea de luptă a Diviziei 2 Infanterie, alături de Regimentul 5 Vânători, Brigada 3 Infanterie, Brigada 4 Infanterie și Brigada 2 Artilerie. Ordinea de bătaie a brigăzii era următoarea:
- Brigada 32 Infanterie

- Regimentul 42 Infanterie
- Regimentul 66 Infanterie

## Comandanți
- Colonel Alexandru Cratero